# Steve Krijbolder
Steve Krijbolder (ur. 11 sierpnia 1991) – holenderski snowboardzista, specjalizujący się w konkurencjach Half-pipe, Slopestyle i Big Air. Jak dotąd nie startował na Igrzyskach Olimpijskich. Na Mistrzostwach Świata startował tylko raz było to w 2011 roku. Najlepsze wyniki w Pucharze Świata w snowboardzie osiągnął w sezonie 2010/2011, kiedy to zajął 36. miejsce w klasyfikacji generalnej (AFU), a w klasyfikacji Big Air był 22.

## Sukcesy

### Mistrzostwa Świata
| Miejsce | Dzień       | Rok  | Miejscowość | Konkurencja | Zwycięzca        |
| ------- | ----------- | ---- | ----------- | ----------- | ---------------- |
| 18.     | 15 stycznia | 2011 | La Molina   | Big Air     | Petja Piiroinen  |
| 44.     | 20 stycznia | 2011 | La Molina   | Halfpipe    | Nathan Johnstone |
| 27.     | 22 stycznia | 2011 | La Molina   | Slopestyle  | Seppe Smits      |

### Puchar Świata

#### Miejsca w klasyfikacji generalnej
- 2008/2009 - 171.
- 2009/2010 - 134.
  - AFU[2]
- 2010/2011 - 36.
- 2011/2012 -

#### Miejsca na podium
1. Ruka – 17 grudnia 2011 (half-pipe) - 2.miejsce